# Schock (álbum)
Schock (al español, Choque, Conmoción) es el sexto álbum de la banda alemana Eisbrecher, lanzado a la venta el 23 de enero de 2015 en Alemania.

## Lista de canciones
| N.º | Título                    | Traducción                       | Duración |  |
| 1.  | «Volle Kraft Voraus»      | A Toda Máquina                   | 3:16     |  |
| 2.  | «1000 Narben»             | 1000 Cicatrices                  | 3:53     |  |
| 3.  | «Schock»                  | Conmoción                        | 3:46     |  |
| 4.  | «Zwischen Uns»            | Entre Nosotros                   | 3:38     |  |
| 5.  | «Rot Wie Die Liebe»       | Rojo como el Amor                | 3:48     |  |
| 6.  | «Himmel, Arsch und Zwirn» | ¡Al Carajo con el Cielo!         | 3:17     |  |
| 7.  | «Schlachtbank»            | Matadero                         | 3:06     |  |
| 8.  | «Dreizehn»                | Trece                            | 3:28     |  |
| 9.  | «Unschuldsengel»          | Ángel Inocente                   | 3:53     |  |
| 10. | «Nachtfieber»             | Fiebre Nocturna                  | 3:10     |  |
| 11. | «Noch Zu Retten»          | Aún Puede Salvarse               | 4:37     |  |
| 12. | «Fehler Machen Leute»     | Los Errores hacen a las Personas | 3:44     |  |
| 13. | «Der Flieger»             | El Aviador                       | 3:29     |  |
| 14. | «So Oder So»              | De un Modo u Otro                | 4:07     |  |

## Edición Especial
| N.º | Título                                | Traducción        | Duración |  |
| 15. | «Das Steht Dir Gut (Rheingold Cover)» | Eso te queda bien | 3:55     |  |

## Edición Especial iTunes
| N.º | Título           | Traducción          | Duración |  |
| 16. | «Süßwasserfisch» | Peces de agua dulce | 3:09     |  |

## Sencillos
- "Zwischen Uns"
- "1000 Narben"

## Vídeos
- "Zwischen Uns"